# Ron Whitney

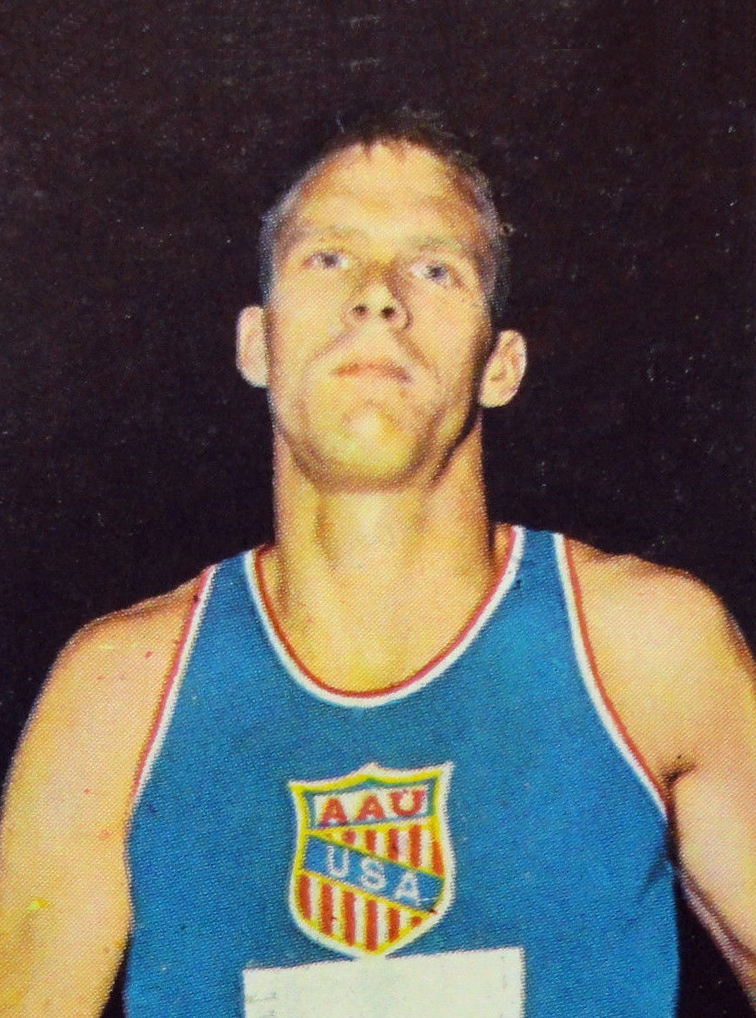
Ron Whitney (1968)

Ron Whitney (eigentlich Ronald Howard Whitney; * 5. Oktober 1942 in Modesto, Kalifornien) ist ein ehemaliger US-amerikanischer Hürdenläufer, der sich auf die 400-Meter-Distanz spezialisiert hatte.
1965 gewann er Bronze bei der Universiade in Budapest, und 1967 siegte er bei den Panamerikanischen Spielen in Winnipeg und bei der Universiade in Tokio.
Bei den Olympischen Spielen 1968 in Mexiko-Stadt wurde er Sechster. Im Vorlauf stellte er mit 49,0 s seine persönliche Bestzeit auf.
1967 und 1968 wurde er US-Meister über 440 Yards Hürden bzw. 400 m Hürden.